# 赖永海
赖永海（1949年7月—），男，福建漳州人，中国宗教哲学家，现为南京大学哲学系教授，南京大学中华文化研究院院长。

## 生平
1976年毕业于中山大学哲学系。1981年获中国社会科学院研究生院宗教学硕士学位。1985年获南京大学哲学博士学位。
2013年被评为“江苏省十大文化人物”。